# Seropositivo

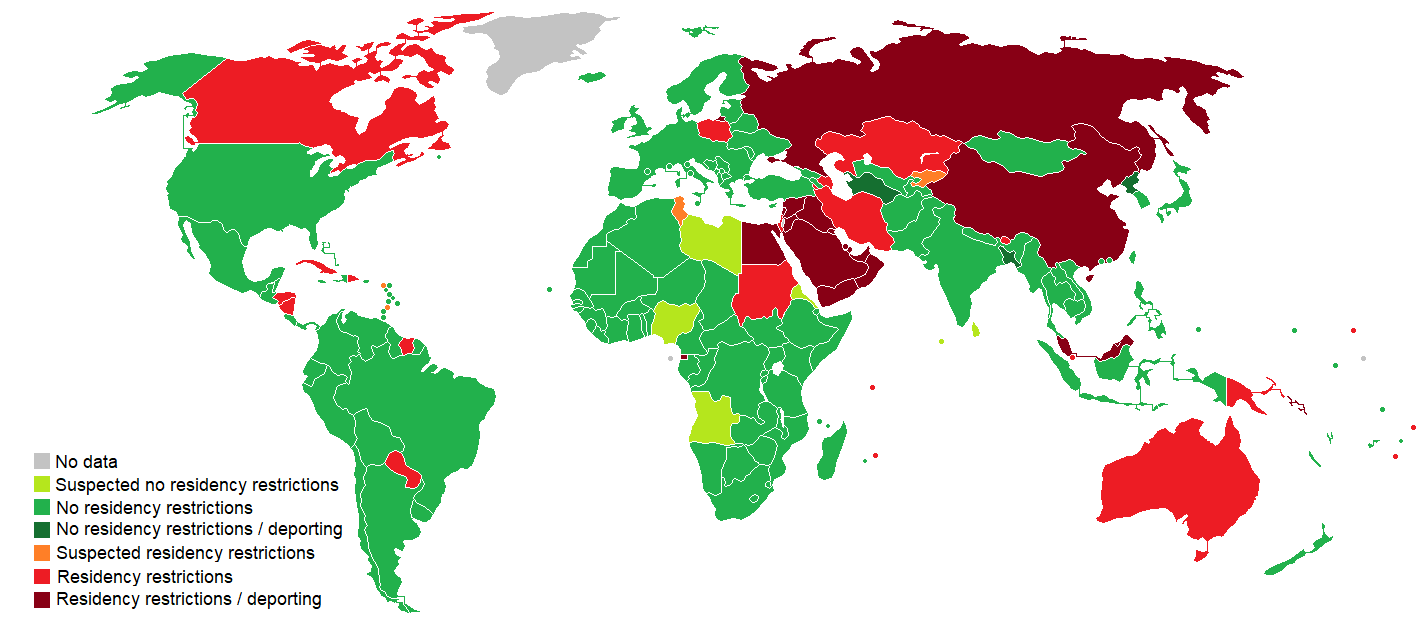
Restricciones de residencia para seropositivos.

En general, se llama seropositivo a la persona que presenta en la sangre anticuerpos específicos contra un determinado agente infeccioso.
El término seropositivo se aplica a un estado inmunitario caracterizado por la presencia de un anticuerpo específico en la sangre, creado frente a un antígeno, que puede provenir de un agente infeccioso (parásito, bacteria, hongo, virus e incluso priones) al que se ha visto expuesto el organismo, o frente a un agente no infeccioso (sobre todo en padecimientos de origen autoinmune).
Este estado se comprueba mediante la aplicación de pruebas de laboratorio que buscan detectar los anticuerpos. La utilidad del mismo radica en establecer la existencia de una determinada infección en la persona examinada, e indica que de no presentarse síntomas, la enfermedad se encuentra en condición de latente (como en infección por VIH, herpes, papiloma, etc.) o, según la prueba, confirmar su existencia previa (pruebas treponémicas en la sífilis).
En el caso de la infección por VIH, por ejemplo, una persona seropositiva es aquella que ha entrado en contacto con el virus y ha producido anticuerpos contra el mismo.